# Edmontonia longiceps
Edmontonia longiceps es una especie y tipo del género extinto Edmontonia de dinosaurios tireóforos nodosáuridos, que vivió a finales del período Cretácico, hace aproximadamente entre 83 a 70 millones de años, en el Campaniense y el Maastrichtiense, en lo que hoy es Norteamérica. Descrito por Stemberg en 1928, es la especie tipo, conocido a partir de un cráneo completo, se conoce a partir de la parte media de la formación Cañón Herradura en la Unidad 2 que solía tener una fecha de hace 71,5 a 71 millones de años. Esta unidad, que se extiende por el límite Campaniano-Maastrichtiano , ha sido recalibrada a una edad de aproximadamente 72 millones de años. Los huesos aislados y los dientes del cobertizo de E. longiceps también se conocen de la formación Judith River en Montana.